# Impasse aux Huîtres
 (janvier 2017).
Si vous disposez d'ouvrages ou d'articles de référence ou si vous connaissez des sites web de qualité traitant du thème abordé ici, merci de compléter l'article en donnant les références utiles à sa vérifiabilité et en les liant à la section « Notes et références ».
L'impasse aux Huîtres (en néerlandais : Oestersgang) est une ruelle de Bruxelles.

## Situation et accès
Elle se trouve derrière les murs de l'Ancienne Belgique, attenante à la rue du Marché au Charbon, jouxtant l'impasse de Madrille et la rue de la Chaufferette.

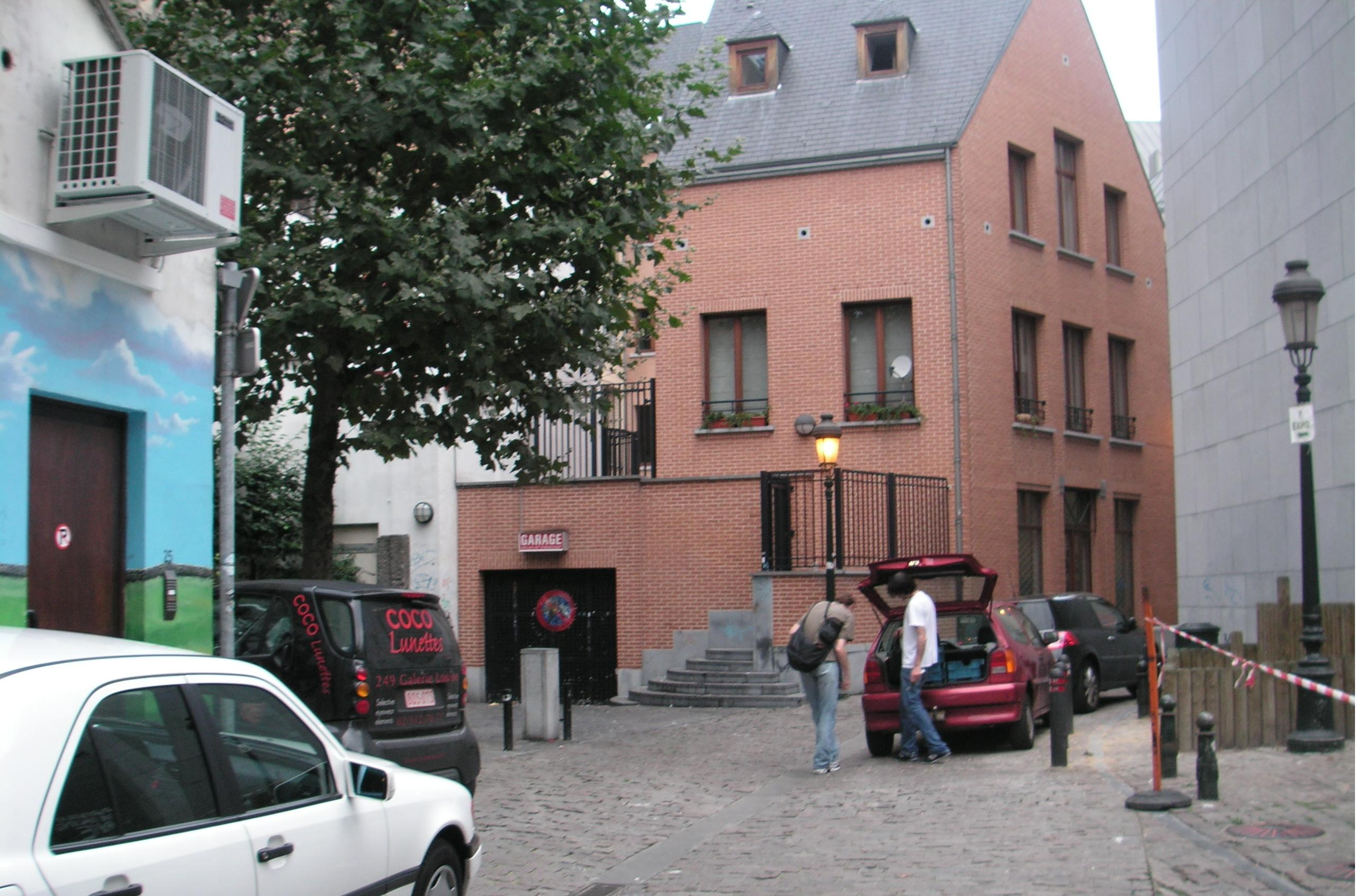
L'impasse aux Huîtres du côté de la rue Chaufferette

## Historique
Avant 1851, elle se nommait Mosselgat (littéralement « trou aux moules ») et servait de quai de déchargement pour les bateaux à fond plat qui venaient livrer leurs cargaisons de moules en plein centre-ville, le long de la Senne. L'impasse possédait alors seize maisons, dont les deux tiers disparurent entre les travaux de voûtement de la Senne (années 1870) et les démolitions de 1978. Elle ne compte aujourd'hui plus qu'une seule maison habitée et sert principalement de parking.
L'impasse est située dans le quartier gay de Bruxelles et, vu son isolement et son manque d'entretien à la fin des années 1980 et pendant les années 1990, elle s'est peu à peu transformée en lieu de réunion de toxicomanes.